# Cristilabrum bubulum
Cristilabrum bubulum é uma espécie de gastrópode  da família Camaenidae.
É endémica da Austrália.